# Vattenhålet
Vattenhålet är en tecknad serie som ingår i serietidningen Hälge som gästserie sedan nummer 1 år 2010. Serien handlar om två flodhästdamer som heter Gladys och Hilda i deras vattenhål i öknen.
Engelsmannen Des Cox står för seriens manus. Den tecknas av Lars Mortimer, som också tecknar Hälge.